# بک باغی
بک باغی روستایی از توابع بخش کوهین شهرستان قزوین در استان قزوین ایران است.

## اطلاعات
این روستا در دهستان ایلات قاقازان غربی قرار دارد و براساس سرشماری مرکز آمار ایران در سال ۱۳۸۵، جمعیت آن ۴۸ نفر (۱۵خانوار) بوده‌است. 
از فامیلی های این روستا می توان به  
رویتوند  
غیاثوند  
رویتوند غیاثوند  
اشاره کرد  